# Барбара Поллет
Барбара Поллет (нім. Barbara Pollet; нар. 17 травня 1963) — колишня австрійська тенісистка.
Найвищу одиночну позицію світового рейтингу — 192 місце досягла 21 грудня 1986, парну — 212 місце — 2 лютого 1987 року.

## Фінали ITF

### Одиночний розряд: 1 (0–1)
| Результат | Дата          | Турнір                                    | Покриття | Суперниця      | Рахунок  |
| --------- | ------------- | ----------------------------------------- | -------- | -------------- | -------- |
| Поразка   | 3 серпня 1986 | Гехінген (Цоллернальб), Західна Німеччина | Ґрунт    | Ольга Вотавова | 1–6, 2–6 |

### Парний розряд: 1 (1–0)
| Результат | Дата           | Турнір           | Покриття | Партнерка     | Суперниці                   | Рахунок  |
| --------- | -------------- | ---------------- | -------- | ------------- | --------------------------- | -------- |
| Перемога  | 25 червня 1989 | Фельден, Австрія | Ґрунт    | Бірґіт Армінґ | Ніна Еріксон Петра Юганссон | 7–5, 6–0 |